# Harmoniemusik
Unter Harmoniemusik versteht man Ensembles aus Holz- und Blechbläsern, eine Tradition, die ungefähr um 1770 entstand und besonders für Freiluftkonzerte oder Tafelmusiken eingesetzt wurde. Die übliche Besetzung bestand aus einem Bläseroktett (je zwei Oboen, Klarinetten, Hörner und Fagotte). Werke für diese Besetzung werden heute eher der Kammermusik zugerechnet.
Erweiterungen der Besetzung durch zusätzliche Bassinstrumente (Kontrafagott oder Kontrabass) und weitere Bläser führten schließlich zur Entstehung reichhaltig besetzter Blasorchester. Diese Harmoniebesetzungen, die insbesondere im Benelux und der Schweiz auch heute noch vielfach den Namen Harmonie(musik) oder -orchester tragen, sind jedoch nicht mit der Harmoniemusik im ursprünglichen Sinne zu verwechseln.

## Geschichtliche Praxis
Vor allem im klassischen Wien gehörte die Harmoniemusik zum „guten Ton“ von Adelshäusern, die damit ihre geladenen Gesellschaften vor allem mit Bearbeitungen aus Opern, aber auch von Militär- und Promenadenmusik, die teilweise speziell hierfür komponiert wurden, erfreuen konnten. Vielfach wurde Harmoniemusik auch als (nächtliches) Ständchen im öffentlichen Raum vorgetragen. Selbst der Habsburger Hof, der sich (im Gegensatz zu manch niederem Adel) große Orchester leisten konnte, gründete 1782 eine Kaiserliche und königliche Harmonie, die bis 1837 bestand und die über 170 Opernbearbeitungen und 22 Originalwerke für diese Besetzung in Auftrag gab.
Im Musikalischen Lexikon von 1802 bemerkt der Musiktheoretiker Heinrich Christoph Koch zur Harmoniemusik:

„Man bedient sich dabey entweder besonders dazu gesetzter Tonstücke, die aus Sätzen von verschiedener Bewegung und Taktart bestehen und jeden Charakter annehmen können, aber in keiner bestimmten Ordnung auf einander folgen, oder man arrangirt für diese Instrumente Opern und andere Tonstücke, die eigentlich zu einem andern Gebrauche bestimmt sind, weil es bis jetzt noch an einer hinlänglichen Anzahl guter Tonstücke fehlet.“

Meist waren es nicht die Komponisten selbst, die ihre Werke als Harmoniemusik bearbeiteten (siehe jedoch die unten genannten bedeutenden Ausnahmen). Vielmehr haben sich als Bearbeiter hervorgetan: der Oboist Johann Nepomuk Wendt, der etwa 40 Opern (darunter fünf von Mozart) und Ballette „auf Harmonie setzte“, der Oboist Josef Triebensee, von dem eine Bearbeitung von Mozarts Don Giovanni stammt, und der Klarinettist Wenzel Sedlák, dem wir die vom Komponisten Ludwig van Beethoven autorisierte Fassung der Harmoniemusik des Fidelio verdanken. Eine Harmoniemusik von Webers Freischütz stammt von dem Leipziger Karl Flachs aus dem Jahre 1822.
Ein ganz hervorragendes Beispiel ist Beethoven selbst, der seine 7. und 8. (verschollen) Sinfonie unter seiner persönlichen Aufsicht für Harmonie bearbeiten ließ (s. Beethoven-Archiv, Bonn) sowie gleichzeitig für diverse andere Kammermusik-Besetzungen.

## Große Komponisten und die „Harmonie“
Joseph Haydn komponierte einige Harmoniemusiken, die meisten davon waren klein besetzt (als Sextett aus je zwei Oboen, Hörnern und Fagotten). Das berühmteste große Werk von ihm ist die Parthita in B, deren langsamer Mittelsatz, der Chorale Sant'Antoni von Johannes Brahms zum Ausgangsthema seiner Haydn-Variationen gewählt wurde. Inzwischen ist übrigens Ignaz Pleyel als der tatsächliche Komponist dieser "Parthita" identifiziert, aber den Brahmsschen Variationen-Titel wird deshalb niemand in "Pleyel-Variationen" ändern. 
Auch Mozart hat auf diese modische Strömung reagiert, zunächst indem er Teile seiner Opern „auf Harmonie setzte“, dazu schreibt er am 20. Juli 1782 an seinen Vater:

„bis Sonntag acht tag muß meine opera [wohl „Die Entführung aus dem Serail“] auf die harmonie gesetzt seyn – sonst kommt mir einer bevor – und hat anstatt meiner den Profit davon; […] sie glauben nicht, wie schwer es ist so was auf die harmonie zu setzen – daß es den blaßinstrumenten eigen ist, und doch dabey nichts von der Wirkung verloren geht.“

Dabei hatte Mozart (wie andere seiner Kollegen) vor allem die Popularisierung seiner eigenen Opern im Auge: Er machte Werbung für seine Werke und profitierte nebenbei von deren Zweitverwertung, indem er diese so bearbeitete, dass die Abfolge der Stücke dem Verlauf des originalen Bühnenwerks entsprach. Zum selbstironischen Höhepunkt gelangt diese Strategie, wenn Mozart im Finale seines Don Giovanni die Harmoniemusik auf der Bühne ein Zitat aus Le nozze di Figaro zur Tafelmusik blasen lässt und der Titelheld munter mitsingt: „Questa poi la conosco pur troppo (Das da jetzt kenn' ich nur zu gut)“. Dass Mozart hier eine Harmoniemusik zum Essen vorsieht, zeugt nebenbei vom Größenwahn Don Giovannis, denn Bläser wurden zur Tafelmusik nur in den Fällen eingesetzt, wenn Streicher lautstärkemäßig nicht ausreichten, etwa im Freien oder in riesigen Sälen. Don Giovanni erwartet jedoch nur den Komtur zum Essen.
Zur gleichen Zeit aber entstanden aus Mozarts Feder auch Werke für Bläserensemble, die mit dem reinen Unterhaltungscharakter der Harmoniemusik kaum mehr etwas zu tun haben. Seine Gran Partita für 13 Bläser und die Serenaden in Es-Dur und c-Moll sind echte Kammermusikwerke, die den Meister auf dem Höhepunkt seiner Schöpfungskraft zeigen und in Form und Motivik seiner Streicherkammermusik um nichts nachstehen. Gleiches gilt auch für die Bläseroktette von Ludwig van Beethoven und Franz Schubert sowie die unterschiedlich groß besetzten Harmoniemusiken von Antonio Salieri.
Ab ca. 1830 wurde die Harmoniemusik durch das öffentliche bürgerliche Musikleben langsam aus der Alltagskultur verdrängt.

## CD-Aufnahmen
- Consortium Classicum (Dieter Klöcker): Wolfgang Amadeus Mozart: Harmoniemusiken (3 CDs) – Die CD enthält Bearbeitungen aus Die Entführung aus dem Serail, Die Zauberflöte, La clemenza di Tito, Die Hochzeit des Figaro und Don Giovanni. BR 100 003; BR 100 073; BR 100 135
- OCTOPHOROS: Ludwig van Beethoven, Symphonie Nr. 7, Fidelio Ouvertüre; ACCENT ACC48434D, 1984
- Amphion Wind Octet: Joseph Martin Kraus, Amphitryon, bearbeitet von Johan Friedrich Grenser, ACCENT ACC 24195
- Consortium Classicum (Dieter Klöcker): Franz Xaver Süßmayr, Der Spiegel von Arkadien, bearbeitet vermutlich von G. Wendt, MDG 301 1380-2